# Muscolo digastrico
Il muscolo digastrico è un muscolo del collo del gruppo dei muscoli sopraioidei; è formato da due ventri (uno anteriore e uno latero-posteriore) uniti da un tendine intermedio che ha una forma arrotondata.
Il digastrico, prendendo punto fisso sul cranio, innalza l'osso ioide con il ventre posteriore; abbassa inoltre la mandibola con il ventre anteriore, prendendo punto fisso sull'osso ioide.

## Ventre anteriore
Il ventre anteriore, innervato da un ramo del nervo miloioideo che proviene dal nervo mandibolare, origina dalla fossetta digastrica della mandibola e si porta all'estremità laterale del corpo dello ioide, dove il tendine intermedio è unito al corpo osseo da un anello fibroso.
La contrazione del ventre anteriore provoca l'abbassamento della mandibola e la conseguente apertura della bocca.
Talvolta, quando si verificano delle anomalie nella costruzione del muscolo, queste riguardano il ventre anteriore: più in particolare si ha un collegamento obliquo tra i ventri anteriori destro e sinistro, spesso asimmetrico. 

## Ventre latero-posteriore
Il ventre posteriore, più lungo dell'anteriore, è innervato dal nervo faciale; origina dall'incisura mastoidea del processo mastoideo del temporale per portarsi al corpo dello ioide mediante il tendine intermedio, il quale si presenta cilindrico.